# Bulbophyllum rothschildianum
Bulbophyllum rothschildianum là một loài phong lan thuộc chi Bulbophyllum.

## Hình ảnh

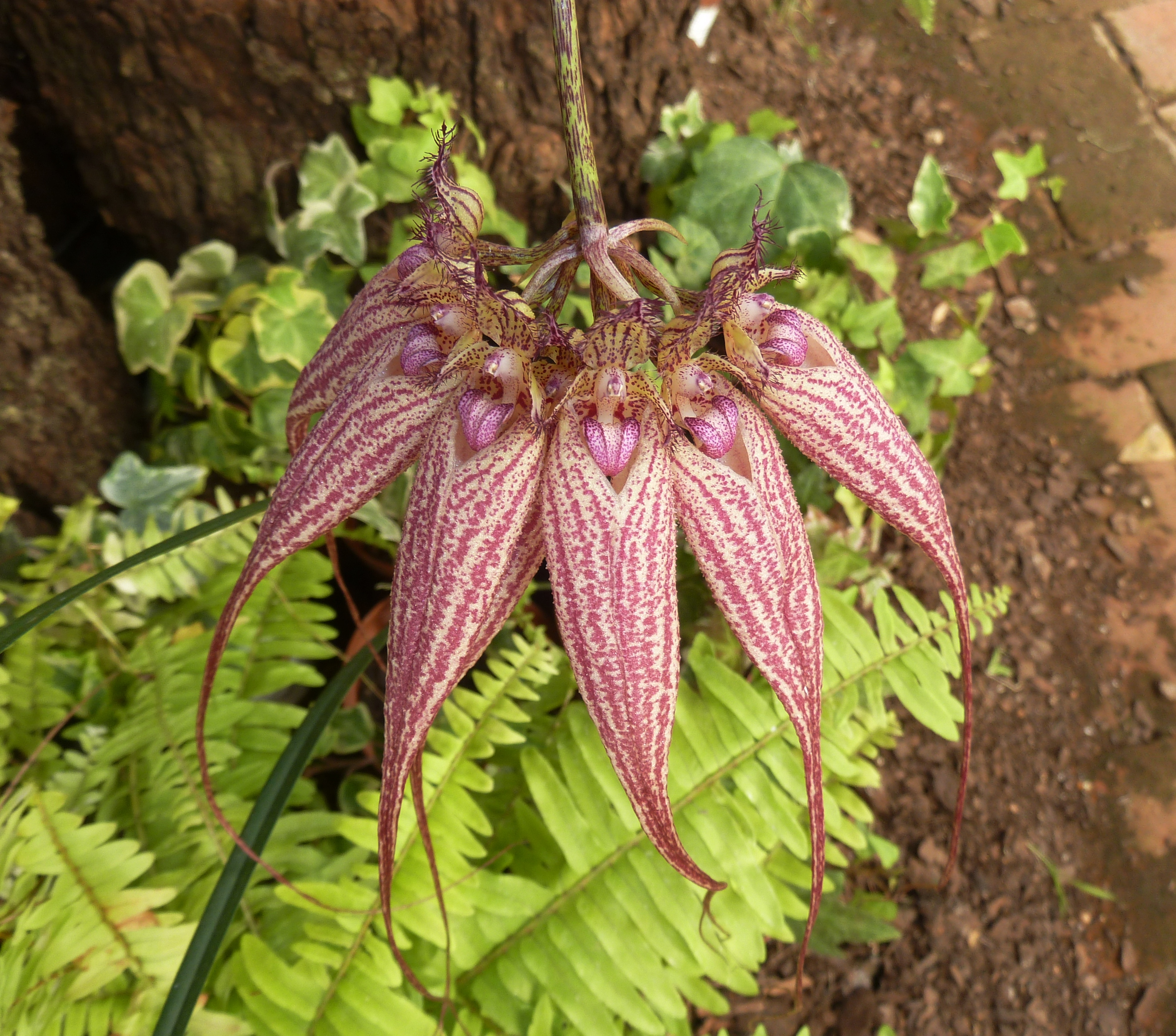
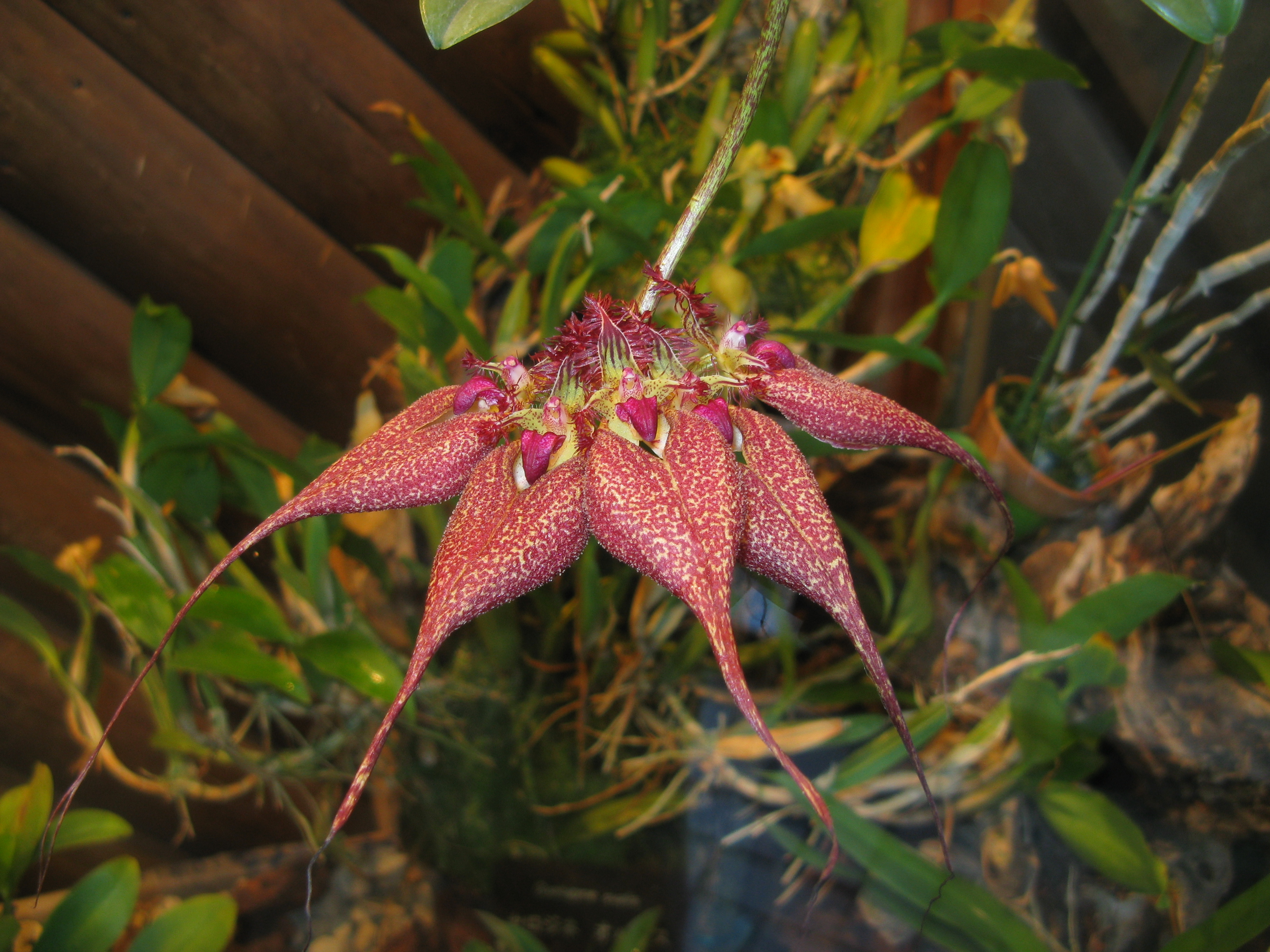